# Гай Сервілій Главція
Гай Сервілій Главція (лат. Gaius Servilius Glaucia; 142/140 (приблизно) — грудень 100 року до н. е.) — римський політичний діяч, претор 100 року до н. е., кандидат в консули на 99 рік до н. е. Був союзником популяра Луція Аппулея Сатурніна й загинув разом з ним.

## Походження
До Гая в джерелах згадується тільки один Сервілій Главція, член посольства, що вирушив у 162 році до н. е. в Малу Азію (його преномен невідомий). Антикознавець Р. Самнер припустив, що це батько Гая. Марк Тулій Цицерон повідомляє, що Главція-молодший був людиною «найнижчого положення».

## Життєпис
Враховуючи хронологію кар'єри Главції, дослідники датують його народження приблизно 142/140 роком до н. е. Перше надійне свідоцтво про Гая Сервілія відноситься до 102 року до н. е., коли цензор Квінт Цецилій Метелл Нумідійський запропонував виключити його з сенату через зопсуту поведінку. Другий цензор, Гай Цецилій Метелл Капрарій, не підтримав цю пропозицію. Дослідники Р. Броутон та Р. Самнер припускають, виходячи з того, що Главція не пізніше 108 року до н. е. став сенатором (це була цензура Квінта Фабія Максима Ебурна та Гая Ліцінія Гети) і, відповідно, 109 році до н. е. обіймав посаду квестора — нижчу з тих, що давали право засідати в курії.
У ряді джерел згадується lex Servilia de repetundis — прийнятий в кінці II століття до н. е. закон про частковий перерозподіл судових повноважень між сенатом і вершниками. Деякі дослідники вважають, що ініціатором прийняття цього закону був Главція, який займав у якийсь момент посаду народного трибуна (в альтернативній версії фігурує Квінт Сервілій Цепіон, консул 106 року до н. е.) Фрідріх Мюнцер датує його трибунат часом незадовго до 111 року до н. е., Р. Броутон — 101 роком до н. е.
Не пізніше 102 роки до н. е. Гай Сервілій уклав союз з політиком-демагогом Луцієм Аппулеєм Сатурніном, який вороже ставився до сенату. Відомо, що Главція керував виборами народних трибунів у 101 році до н. е. і сприяв обранню Сатурніна. Ще один кандидат, Авл Нунній, який різко критикував цих двох політиків, був убитий їх прихильниками. Сам Главція був обраний претором на 100 рік до н. е.
У преторский рік Гая Сервілія внутрішньополітична боротьба вкрай загострилася. Главція та Сатурнін, спираючись на союз з консулом Гаєм Марієм, домоглися ухвалення законів про продаж хліба міському плебсу за символічною ціною і про виведення ветеранських колоній у ряд провінцій. Сенатори були вимушені присягнути дотримуватися аграрного закону. Метелл Нумідійський відмовився це зробити, і тоді Гай Сервілій з Луцієм Аппулеєм почали підготовку законодавчої ініціативи про його вигнання; зрештою Метелл сам виїхав з Риму. Але після цього успіху Главція та Сатурнін опинилися в ізоляції: вершники були налякані їх радикалізмом, плебс боявся, що ці двоє наділять італіків громадянськими правами, а Гай Марій не хотів розриву з сенатом. Коли Главція висунув свою кандидатуру в консули на 99 рік до н. е., він був відсторонений від участі у виборах за невиконання вимог закону Віллія про обов'язковий дворічний проміжок між магістратурами. Це санкціював або сам Гай Марій, або його колега і сателіт Луцій Валерій Флакк.
Вранці в день виборів у грудні 100 року до н. е. був убитий за нез'ясованих обставин ще один кандидат, Гай Меммій. Античні автори називають організатором вбивства Сатурніна; згідно З Флором і Псевдо-Аврелієм Віктором, він діяв, щоб домогтися обрання Главції. Сенат одразу оголосив Луція Аппулея та Гая Сервілія бунтівниками та видав постанову, якою консули наділялися надзвичайними повноваженнями «для порятунку держави». Гай Марій цій постанові підкорився, прихильники сенату озброїлися для відкритої сутички. Про подальшу долю Главції джерела розповідають по-різному. Згідно Аппіану і Псевдо-Аврелію Віктору, Гай Сервілій приєднався до Сатурніна, який захопив Капітолій, потім разом з ним через брак води здався Марію під чесне слово і був убитий: всі хто здалися були закидані черепицею з даху будівлі курії, а Главції зламали шию. Згідно Оросію та Флору, Сатурніна і його прихильників вбили дубинами, супротивники, які увірвалися в курію. Флор про долю Главції окремо не згадує. Оросій же пише, що Главція сховався в будинку якогось Клавдія. Звідти Гая Сервілія витягли та одразу «зарізали».

## Оцінки особистості й діяльності
Марк Тулій Цицерон, який не полюбляв популярів, дав Главції різко негативну характеристику. Для нього це був «найбільш безсовісний чоловік на пам'яті людської», «людина найнижчої вдачі». При цьому Цицерон визнає за Главцією ораторський талант. Усі античні автори згодні з тим, що Сатурнін і Главція отримали заслужену кару як вбивці Меммія; в історіографії існує думка, що вбивство могло бути організовано старим ворогом Луція Аппулея Марком Емілієм Скавром або ще одним кандидатом в консули Авлом Постумієм Альбіном.
Існують різні гіпотези про мотиви діяльності Главції та Сатурніна і про те, на які суспільні сили вони спиралися. Згідно з Сергієм Ковальовим, ці політики спробували продовжити реформи Гракхів, але на ще більш звуженій платформі. Новими факторами стали збільшена роль люмпен-пролетаріату і поява армії як нової політичної сили. Б. Селецький вважав, що Главція спирався на найбільш радикальну частину вершників, тоді як основна частина цього стану підтримувала Марія, а та частина, яка була ближче всього до сенату, — Меммія.

## В художній літературі
Гай Сервілій діє в історичних романах Колін Маккалоу («Перша людина в Римі») і Мілія Єзерського («Марій і Сулла»).